# آلیس غربی (ویسکانسین)
آلیس غربی، ویسکانسین  (به انگلیسی: West Allis) شهری در شهرستان میلواکی ایالت ویسکانسین است که در سال ۱۹۰۶ بنیان‌گذاری شده‌است. این شهر طبق سرشماری سال ۲۰۱۰ میلادی ۶۰٬۴۱۱ نفر جمعیت داشته‌است.